# Котовиці (Вроцлавський повіт)
Котовиці (пол. Kotowice) — село в Польщі, у гміні Сехниці Вроцлавського повіту Нижньосілезького воєводства.
Населення — 702 особи (2011).
У 1975-1998 роках село належало до Вроцлавського воєводства.

## Демографія
Демографічна структура станом на 31 березня 2011 року:
|          | Загалом | Допрацездатний вік | Працездатний вік | Постпрацездатний вік |
| -------- | ------- | ------------------ | ---------------- | -------------------- |
| Чоловіки | 337     | 65                 | 242              | 30                   |
| Жінки    | 365     | 76                 | 211              | 78                   |
| Разом    | 702     | 141                | 453              | 108                  |

## Галерея

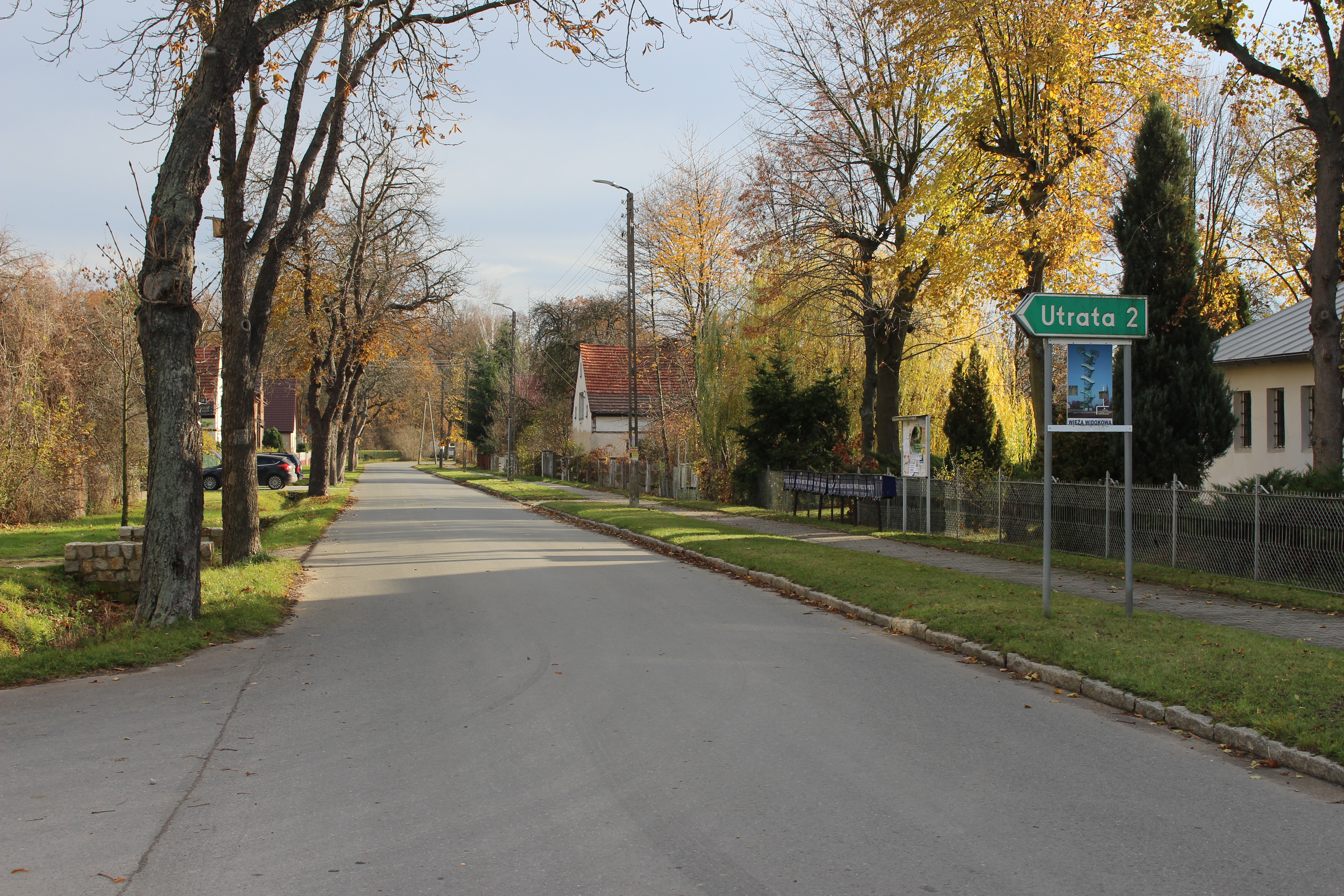
вулиця Головна
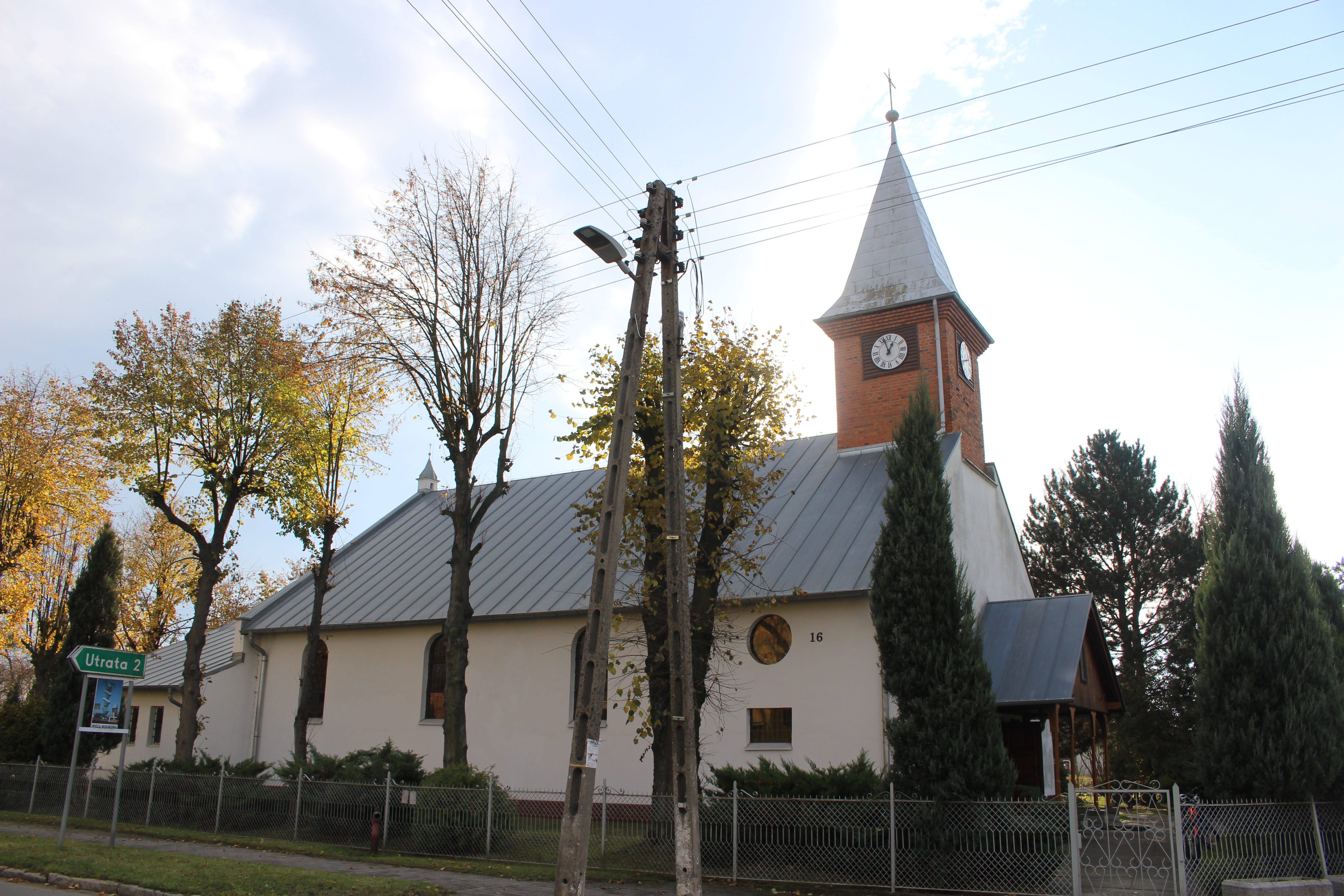
Церква Святого Серця
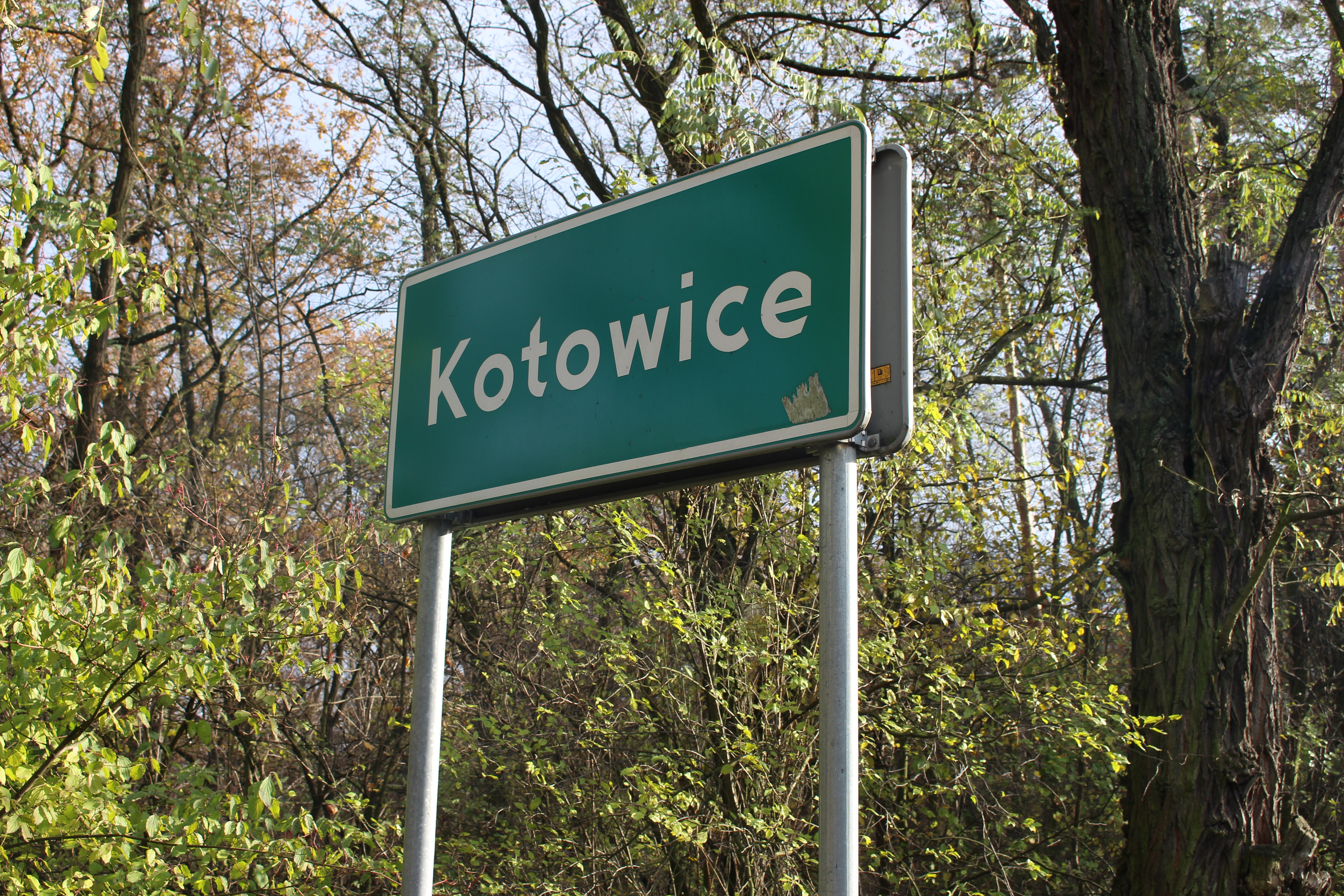
Дорожній знак біля залізничної станції Закшув Котовиці